# Bankagooma jezik
Bankagooma jezik (ISO 639-3: bxw; banka, bankagoma, bankagoroma, bankaje), jezik iz sjeverozapadne mande skupine, kojim govori oko 6 000 ljudi (2007 SIL) od 6 000 etničkih Bankogooma u administrativnom distriktu Danderesso u Maliju; gradovi: Nougoussouala (Nonko), Fourouma, Mamarasso (Mora), Famsara i Zantiguila.
Klasificira se uz još neke jezike podskupini samogo. U upotrebi je i bamanankan [bam].

## Vanjske poveznice
- Ethnologue (14th)
- Ethnologue (15th)